# Sangalopsis ino
Sangalopsis ino là một loài bướm đêm trong họ Geometridae.